# ISO 3166-2:NA
ISO 3166-2:NA è uno standard ISO che definisce i codici geografici delle suddivisioni della Namibia; è un sottogruppo dello standard ISO 3166-2.
I codici, assegnati alle 14 regioni del paese, sono formati da NA- (sigla ISO 3166-1 alpha-2 dello Stato), seguito da due lettere.

## Codici
| Codice | Regione             |
| ------ | ------------------- |
| NA-ER  | Erongo              |
| NA-HA  | Hardap              |
| NA-KA  | ǁKaras              |
| NA-KE  | Kavango Orientale   |
| NA-KW  | Kavango Occidentale |
| NA-KH  | Khomas              |
| NA-KU  | Kunene              |
| NA-OW  | Ohangwena           |
| NA-OH  | Omaheke             |
| NA-OS  | Omusati             |
| NA-ON  | Oshana              |
| NA-OT  | Oshikoto            |
| NA-OD  | Otjozondjupa        |
| NA-CA  | Zambesi             |